# 윤문거
윤문거(尹文擧, 1606년 ~ 1672년)는 조선의 학자이다. 자는 여망, 호는 석호이며 본관은 파평이다. 윤증의 백부이고 우계 성혼의 외손자이다.
인조 때 문과에 급제하여 정언, 부수찬 등을 지냈다. 병자호란(1636년) 때 아버지 윤황을 따라 왕을 남한산성으로 모셨다. 승지, 이조참의, 대사간, 부제학, 대사헌, 이조참판 등을 지냈다. 그는 글씨에 뛰어났으며, 죽은 뒤 좌찬성에 추증되었다. 저서로는 《석호집》이 있다. 노성(魯城)의 노강서원(魯岡書院), 석성(石城)의 봉호서원(蓬湖書院) 등에 제향되었다. 시호는 충경(忠敬)이다.
직계 서손(庶孫) 가운데 윤기중 연세대학교 명예교수와 그 아들 윤석열 대통령이 있다.

## 저서
- 《석호집》

## 가족
- 조부 : 윤창세(尹昌世)
- 부 : 윤황(尹煌),호 팔송(八松) 대사간, 이조참의, 諡 문정(文正)
- 모 : 창녕성씨, 우계 성혼의 딸
  - 형 : 윤순거(尹舜擧, 1596년 - 1668년) 호 동토(童土)
  - 본인
  - 아내 : 평창이씨(平昌李氏), 이전(李瑑)의 딸
    - 아들 : 윤박(尹搏)(윤단) - 송시열의 사위

  - 동생 : 윤선거(尹宣擧, 1610년 - 1669년) 호 노서(魯西), 諡 문경(文敬)
    - 조카 : 윤증(尹拯)
- 숙부 : 윤전(尹烇, 세자시강원필선) 호 후촌(後村), 諡 충헌(忠憲)
- 숙모 : 해평윤씨, 해평부원군 윤근수의 손녀, 윤환(尹晥)의 딸
  - 사촌 형 : 윤원거(尹元擧, 1601년 - 1672년) 호 용서(龍西)
  - 사촌 누이 : 파평 윤씨
  - 사촌 매부 : 송시형(宋時瑩, 송시열의 사촌 형)

## 약력
- 선조 39년(1606) : 1세, 8월 26일에 부친이 재직하던 북청부(北靑府) 관아에서 태어나다.
- 인조 1년(1623) : 18세, 평창 이씨와 혼인하다.
- 인조 5년(1627) : 22세, 병자호란이 일어나자 부친을 따라 강화도로 들어가다.
- 인조 8년(1630) : 25세, 생원시 과거시험에 합격하다. 대사성 조익(趙翼)의 칭찬을 받다.
- 인조 11년(1633) : 28세, 겨울에 식년(式年) 문과 과거시험에 급제하다. 권지부정자(權知副正字)가 되다.
- 인조 13년(1635) : 30세, 4월에 승정원 주서가. 이후 설서, 검열 등을 지내다.
- 인조 14년(1636) : 31세, 8월에 사간원 정언이 되다. 척화(斥和)를 주장한 일로 교체되고 10월에 예조 좌랑이 되다. 12월에 다시 호란이 일어나자 부친을 따라 남한산성으로 가다.
- 인조 15년(1637) : 32세, 1월에 척화신(斥和臣)으로 지목된 부친을 대신하여 청 나라에 가기를 청하였으나, 윤허받지 못하다. 3월, 부친이 영동(永同)으로 귀양가다. 6월, 정언이 되다. 10월, 풀려난 부친을 금산에서 시봉하다.
- 인조 17년(1639) : 34세, 6월에 부친상을 당하다.
- 인조 19년(1641) : 36세, 8월에 복(服, 상)을 마치고 동생 윤선거(尹宣擧)와 함께 금산(錦山) 새 거처로 들어가다.
- 인조 20년(1642) : 37세, 6월에 홍무관 수찬에 임명되나 상소하여 면직을 청하다.
- 인조 21년(1643) : 38세, 6월에 제천(堤川) 현감이 되다.
- 인조 22년(1644) : 39세, 여름에 아들 윤단(尹摶)이 송시열(宋時烈)의 사위가 되다.
- 인조 23년(1645) : 40세, 낙향하다.
- 인조 24년(1646) : 41세, 4월에 역적 안익신(安益信) 등을 고발한 공로로 정3품 통정대부 당상관에 오르다.
- 인조 25년(1647) : 42세, 봄에 돈암서원(遯巖書院)에 가서 김집(金集)을 배알하다.
- 인조 26년(1648) : 43세, 5월에 오위장(五衛將)이 되고 9월에 모친상을 당하다.
- 효종 1년(1650) : 45세, 12월에 동부승지가 되었다가 곧 면직되다.
- 효종 2년(1651) : 46세, 봄에 수원(水原)에 머물다. 4월에 동부승지가 되었으나 곧 사직하고 7월에 동래부사가 되다.
- 효종 3년(1652) : 47세, 12월에 관왜(館倭)의 난동으로 파직되어 돌아오다.
- 효종 4년(1653) : 48세, 8월에 서용(재임명)의 명이 내려져 9월에 동부승지가 되다. 이후 호조 참의, 경주 목사가 차례로 제수되나 모두 사양하여 체차(면직)되다.
- 효종 5년(1654) : 49세, 2월에 형조 참의가 되고, 이후 공조와 이조 참의, 대사간이 되었으나 모두 상소하여 체차되다.
- 효종 7년(1656) : 51세, 1월에 대사간이 되는 등 수차례의 제수를 모두 사양하여 체차되다.
- 효종 8년(1657) : 52세, 4월에 이조 참의가 되고, 이후 대사성, 다시 이조 참의가 되었으나 모두 사양하여 체차되다.
- 효종 9년(1658) : 53세, 창강서원(滄江書院)의 원장(院長)이 되다.
- 효종 10년(1659) : 54세, 부제학, 대사헌, 대사간, 이조 참판 등이 되었으나 모두 사양하여 체차되다.
- 현종 10년(1669) : 64세, 8월에 사헌부 대사헌이 되었으나 사양하여 체차되다.
- 현종 13년(1672) : 67세, 4월에 별유(別諭) 소명이 내려졌으나나 상소하여 사양하다. 5월에 공주(公州) 만매리(萬梅里)로 이거하였고 10월 8일 부인상을 당하다. 동월 28일, 장구동(長久洞) 재사(齋舍)에서 졸(卒, 사망)하다. 정2품 자헌대부 이조판서에 증직되다.
- 현종 14년(1673) 2월, 아들 윤단이 유사(遺事)를 짓고, 송시열이 신도비명(神道碑銘)을 짓다.
- 숙종 3년(1677), 윤증(尹拯) 묘표(墓表)를 짓다.
- 숙종 8년(1682), 노강서원(魯岡書院)에 종향하다.
- 숙종 19년(1693), 봉호서원(蓬湖書院)이 낙성되어 배향하다.
- 영조 32년(1756), 의정부 좌찬성이 추증되고 시호 충경(忠敬)이 내려지다.

## 같이 보기
- 윤선거
- 윤증
- 송시열
- 송준길
- 성혼